# Samvel Sevada
Samvel Sevada Grigoryan (arménsky: Սամվել Սևադա Գրիգորյան; * 12. září 1949 Gjumri), je arménský umělec, fotograf a básník.

## Životopis
Sevada se narodil ve městě Gjumri v Arménii. V roce 1974 absolvoval Státní výtvarný a divadelní institut v Jerevanu. Od roku 1980 je členem Arménského svazu umělců a od roku 2009 členem Arménského svazu fotografů.
Od roku 1996 do roku 1998 byl Sevada generálním malířem Jerevanu. Od roku 1990 do roku 2006 žil a pracoval v USA, kde v roce 1990 otevřel první arménskou malířskou školu v USA. V Jerevanu Sevada založil Sevada Art Studio.
Fotografie Sevady byly publikovány v mnoha časopisech a časopisech v USA, Kanadě, Rusku, Ukrajině a jinde. Má za sebou více než 32 výstav v USA, Kanadě, Polsku, Moldavsku, Estonsku, Moskvě, Tbilisi a Jerevanu.
Jeho syn, režisér Art Sevada (Artak Sevada Grigorian) promítl filmu The Genex 24. dubna 2015, u příležitosti 100. výročí zahájení arménské genocidy.

## Ocenění
- 1968 1. cena. Výstava "Erebuni-Erevan" Arménie[7]
- 1973 2. cena s výstavou, NP Avangard
- 1991 Innervision'91 - Westin Bonaventure. Hotel, LA, CA
- 1992 „Zlatý anděl“, Southern California Motion Picture Council (Rada pro filmy v jižní Kalifornii)

## Publikace
- Alluring as Death
- Virgin Zodiac